# Buraca
Buraca era una freguesia portuguesa del municipio de Amadora, distrito de Lisboa.

## Historia
Fue suprimida el 28 de enero  de 2013, en aplicación de una resolución de la Asamblea de la República portuguesa promulgada el 16 de enero de 2013 al pasar a formar parte de las freguesias de Águas Livres y Alfragide.

## Economía
En el extremo sur de la freguesia se encuentra situada la primera tienda Decathlon de Portugal, integrada en una de las principales zonas comerciales de la Gran Lisboa. Esta zona comercial se extiende igualmente por las freguesias de Alfragide y, principalmente de Carnaxide (municipio de Oeiras).
En esta freguesia también está situado el Estado Mayor de la Fuerza Aérea Portuguesa, la senda del Instituto Nacional de Ingeniería, Tecnología e Innovación (INETI) y la Dirección General de Medio Ambiente (DGA).

## Patrimonio
- Aqueduto Geral das Águas Livres, declarado monumento nacional de Portugal.